# 正気の沙汰でないと
「正気の沙汰でないと」（しょうきのさたでないと）は所ジョージの楽曲。1984年10月1日に通算16枚目のシングルとして発売された。

## 概要
1977年12月21日に発売された所のファースト・アルバム『ジョージ・ファースト 現金に手を出せ!!』に収録されている楽曲。所の初主演映画『下落合焼とりムービー』では、グッチ裕三がこの曲に合わせ合いの手を入れていた。
1984年、日本テレビのバラエティ番組『TV海賊チャンネル』のテーマ曲として使用され、同年10月1日にEPIC・ソニー（現：エピックレコードジャパン）からシングル化に伴い、リミックスされて発売された。
曲中で「二番ができていない!」と歌われてるように、この曲に二番は存在せず、後に「三番はできている!」と三番のパートが追加された。
『TV海賊チャンネル』内でこの曲が紹介される際には「正気のサタデーナイト」と字幕表示がなされていた。

## 収録曲
作詞・作曲・編曲：所ジョージ（特記以外）
1. 正気の沙汰でないと
  - 編曲：クニ河内）
2. かもめ